# التخلص التدريجي من مركبات الوقود الأحفوري

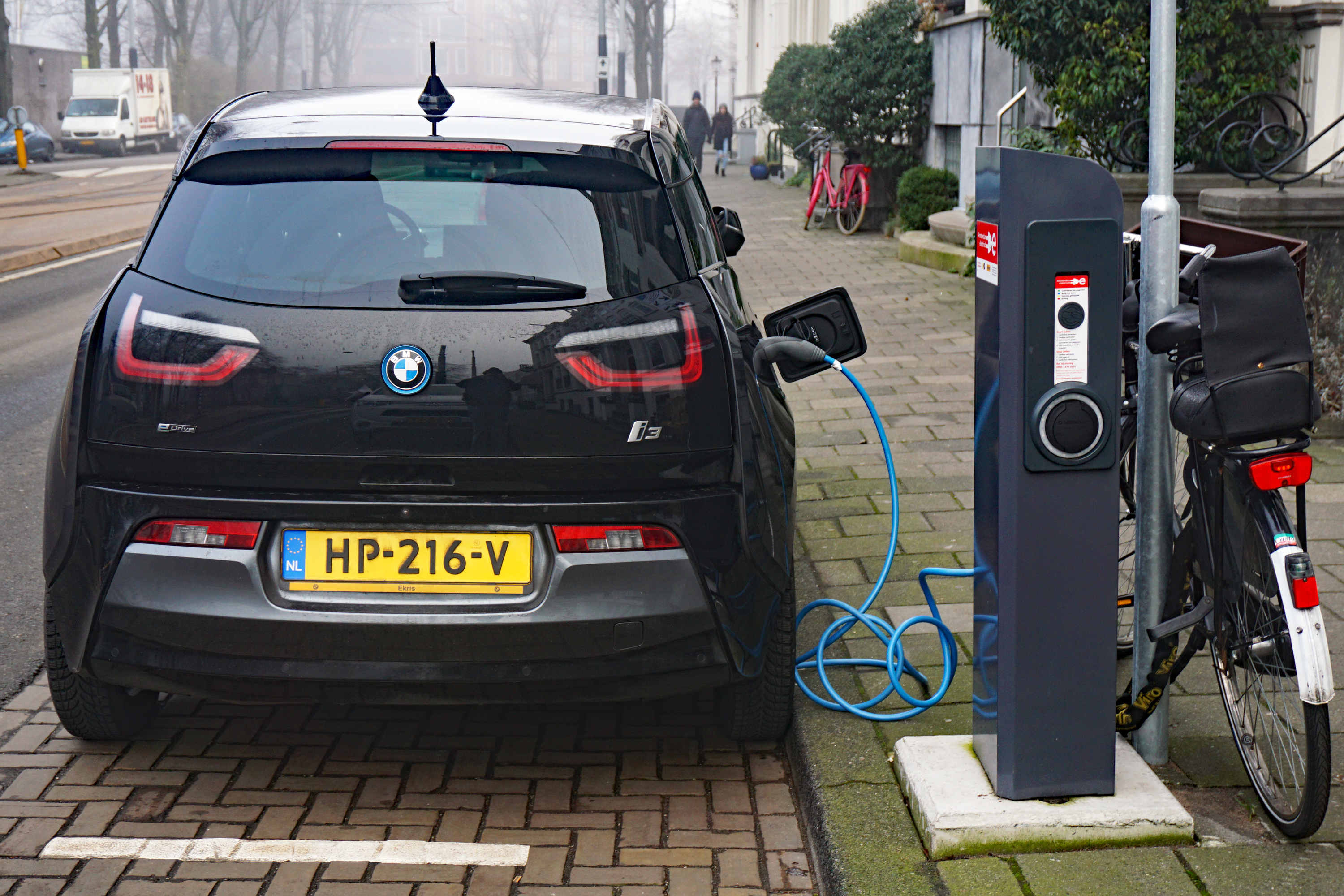
سيارة BMW i3 REx تشحن في أمستردام.

التخلص التدريجي من مركبات الوقود الأحفوري يعني التوقف عن بيع واستخدام المركبات التي تعمل بالوقود الأحفوري، مثل البنزين، الديزل، الكيروسين وزيت الوقود: وهي واحدة من أهم ثلاثة أجزاء في عملية التخلص التدريجي من الوقود الأحفوري الأخرى هي التخلص التدريجي من محطات توليد الطاقة بالوقود الأحفوري لتوليد الكهرباء وإزالة الكربون من الصناعة.
صرحت العديد من البلدان والمدن حول العالم بأنها ستحظر بيع سيارات الركاب (بشكل أساسي السيارات والحافلات) التي تعمل بالوقود الأحفوري مثل البنزين، غاز نفطي مسال والديزل في وقت ما في المستقبل. تشمل مرادفات الحظر عبارات مثل «حظر السيارات التي تعمل بالغاز»،«حظر السيارات التي تعمل بالبنزين»«حظر السيارات التي تعمل بالبنزين والديزل»  أو ببساطة «حظر الديزل».